# Abascanto
Abascanto o Abascante (in greco: Αβάσκαντος) (Lione, ... – ...; fl. II secolo) è stato un medico greco antico vissuto probabilmente nel II secolo.
È più volte citato da Galeno, che ha anche conservato un antidoto da lui inventato contro il morso dei serpenti. Il suo nome si incontra nelle numerose iscrizioni latine nella raccolta di Grutor, cinque delle quali si riferiscono a un liberto di Augusto, che alcuni studiosi ritengono la stessa persona citata da Galeno. Ciò è comunque molto incerto, così come è incerto se il Parakletios Abaskanthos (in greco: Παρακλήτιος Αβάσκανθος) di Galeno si riferisca ad Abascanto. 